# Anisodes pulverulenta
Anisodes pulverulenta är en fjärilsart som beskrevs av Swinhoe 1892. Anisodes pulverulenta ingår i släktet Anisodes och familjen mätare. Inga underarter finns listade i Catalogue of Life.